# 마쓰다 유스케
마쓰다 유스케(일본어: 松田 悠佑, 1991년 4월 23일 ~ )는 일본의 축구 선수이다.

## 구단 경력
과거 FC 류큐에서 활동하였다.